# Manduria
Manduria ist eine Stadt im nördlichen Teil des Salento.

## Geografie
Manduria hat 29.810 Einwohner (Stand 31. Dezember 2023). Es liegt in der italienischen Provinz Tarent in Apulien. Ortsteile sind San Pietro in Bevagna, Torre Colimena und Uggiano Montefusco.
Die Nachbargemeinden sind Avetrana, Maruggio, Erchie (BR), Francavilla Fontana (BR), Oria (BR), Porto Cesareo (LE) und Sava. Tarent liegt ca. 30 Kilometer nordwestlich von Manduria.

## Geschichte
Schon in der Antike siedelten hier Menschen. Vor Manduria fiel 338 v. Chr. König Archidamos III. von Sparta in einer Schlacht.
Im 10. Jahrhundert wurde die Stadt von den Sarazenen zerstört und von den Einwohnern an etwa derselben Stelle wieder aufgebaut. Sie gaben der Stadt den Namen Casalnuovo.
Per Erlass vom 17. November 1789 durch Ferdinando I. di Borbone, König beider Sizilien, erhielt die Stadt den Namen Manduria zurück.
Am 4. Februar 1895 erhielt der Ort die Stadtrechte.

## Verkehr
Der Bahnhof von Manduria liegt an der Bahnstrecke Martina Franca–Lecce. Bei Manduria gibt es einen kleinen Flugplatz (Aviosuperficie) für die Allgemeine Luftfahrt.

## Sehenswert
Sehenswert in Manduria sind die antiken Funde, Paläste aus der Zeit des Barock,  und die Kirchen, insbesondere die Chiesa Madre, eine Kirche aus dem 16. Jahrhundert.

## Wissenswert
Die Stadt ist namensgebend für die Rotwein-Denomination Primitivo di Manduria.

## Söhne und Töchter der Stadt
- Antonio Bruni (1593–1635), Dichter
- Fernando Filoni (* 1946), Kurienkardinal

- Gianluca Attanasio (* 1979), Musiker, Sänger, Filmkomponist